# Штефан Баярам
Штефан Баярам (рум. Ștefan Baiaram, нар. 31 грудня 2002, Белілешть) — румунський футболіст, нападник клубу «КС Університатя».

## Клубна кар'єра
Народився 31 грудня 2002 року в місті Белілешть. Вихованець футбольної школи клубу «КС Університатя».
11 липня 2019 року дебютував за першу команду, вийшовши замість Богдана Ветеєлу на 90-й хвилині гри проти «Сабаїла» (3:2) у першому кваліфікаційному раунді Ліги Європи УЄФА. Через три дні він дебютував у Лізі I в матчі проти «Академіки» (Клінчень), також здобувши перемогу з рахунком 3:2. Всього протягом свого першого сезону в клубі Баярам провів 13 матчів у всіх турнірах, не забивши жодного голу.
27 серпня 2020 року Штефан забив свій перший гол за «студентів» у грі кваліфікації Ліги Європи проти тбіліського «Локомотива» (1:2), а дебютний гол у вищому дивізіоні чемпіонату молодий нападник забив 6 березня 2021 року, принісши своїй команді перемогу 1:0 над «Ботошані». Останній третій гол у тому сезоні Баярам забив 15 травня 2021 року в матчі Ліги I проти чинного чемпіона «ЧФР Клуж» (1:3), а через тиждень зіграв у переможному фінальному матчі Кубка Румунії проти «Астри» (3:2), здобувши таким чином свій перший у кар'єрі трофей.
У сезоні 2021/22 Баярам став основним нападником рідного клубу, забивши 8 голів у 36 іграх чемпіонату і посівши з командою 3-тє місце, після чого отримав 10 номер.

## Виступи за збірну
2019 року дебютував у складі юнацької збірної Румунії (U-17), загалом на юнацькому рівні взяв участь у 2 іграх.

## Статистика виступів

### Статистика клубних виступів
Статистику оновлено на 19 лютого 2021 року.
| Сезон             | Команда           | Чемпіонат         | Чемпіонат | Чемпіонат | Національний кубок | Національний кубок | Національний кубок | Континентальні кубки | Континентальні кубки | Континентальні кубки | Інші змагання | Інші змагання | Інші змагання | Усього | Усього | Усього |
| Сезон             | Команда           | Ліга              | Ігор      | Голів     | Ліга               | Ігор               | Голів              | Ліга                 | Ігор                 | Голів                | Ліга          | Ігор          | Голів         | Ігор   | Голів  |        |
| ----------------- | ----------------- | ----------------- | --------- | --------- | ------------------ | ------------------ | ------------------ | -------------------- | -------------------- | -------------------- | ------------- | ------------- | ------------- | ------ | ------ | ------ |
| 2019–20           | «КС Університатя» | ЛI                | 11        | 0         | КР                 | 1                  | 0                  | ЛЄ                   | 1                    | 0                    |               | -             | -             | 13     | 0      |        |
| 2020–21           | «КС Університатя» | ЛI                | 18        | 0         | КР                 | 1                  | 0                  | ЛЄ                   | 1                    | 1                    |               | -             | -             | 20     | 1      |        |
| Усього за кар'єру | Усього за кар'єру | Усього за кар'єру | 29        | 0         |                    | 2                  | -                  |                      | 2                    | 1                    |               | -             | -             | 33     | 1      |        |

## Титули і досягнення
- Володар Кубка Румунії (1):

«КС Університатя»: 2020/21
- Володар Суперкубка Румунії (2):

«КС Університатя»: 2021